# Malta International 1984
Die Malta International 1984 im Badminton fanden vom 11. bis zum 13. Mai 1984 statt. Es war die 13. Auflage dieser internationalen Meisterschaften von Malta im Badminton.

## Titelträger
| Disziplin    | Sieger                          |
| ------------ | ------------------------------- |
| Herreneinzel | Tariq Farooq                    |
| Dameneinzel  | Liselotte Blumer                |
| Herrendoppel | Bent Kramer Jørgen Thau         |
| Damendoppel  | Liselotte Blumer Corinne Sonnet |
| Mixed        | Martin Skovgaard Anette Larsen  |

## Finalresultate
| Disziplin    | Sieger                          | Finalist                    | Ergebnis           |
| ------------ | ------------------------------- | --------------------------- | ------------------ |
| Herreneinzel | Tariq Farooq                    | Heinz Fischer               | 15–9, 15–2         |
| Dameneinzel  | Liselotte Blumer                | Annick Bouquiaux            | 11–0, 11–0         |
| Herrendoppel | Bent Kramer Jørgen Thau         | Heinz Fischer Klaus Fischer | 15–10, 9–15, 17–16 |
| Damendoppel  | Liselotte Blumer Corinne Sonnet | Anne Méniane Sabine Ploner  | 15–10, 15–12       |
| Mixed        | Martin Skovgaard Anette Larsen  | José Isasi Annick Bouquiaux | 15–6, 15–7         |